# Jharrel Jerome
Jharrel Jerome, född 9 oktober 1997 i Bronx, New York, är en amerikansk skådespelare.
Jerome har bland annat medverkat i TV-serierna Mr. Mercedes (2017–2019) och Full Circle från 2023. Han har även medverkat i filmen Moonlight från 2016.

## Filmografi (i urval)
- 2016 – Moonlight
- 2017–2019 – Mr. Mercedes (TV-serie)
- 2023 – Full Circle (TV-serie)
- 2023 – I'm a Virgo (TV-serie)
- 2023 – Spider-Man: Across the Spider-Verse
- 2024 – Unstoppable
- 2027 – Spider-Man: Beyond the Spider-Verse